# Charles de Royer de Dour
Charles Louis Joseph de Royer de Dour (Bergen, 5 juni 1796 - Dour, 25 oktober 1858) was een Belgisch volksvertegenwoordiger en burgemeester.

## Levensloop
Jonkheer De Royer was een kleinzoon van Pierre-Ignace de Royer die in 1766 opname in de adel verkreeg en in 1787 de bij eerstgeboorte overdraagbare titel van baron. Hij was een zoon van Jean-Jacques de Royer de Dour (1753-1838) en van Waudru de Béhault (1774-1836). Jean-Jacques verkreeg adelserkenning in 1816, met baronstitel. Hij was de broer van volksvertegenwoordiger Alexandre de Royer de Dour (1796-1858). Hij bleef vrijgezel.
In opvolging van zijn vader werd hij burgemeester van Dour en bekleedde dit ambt tot aan zijn dood. Hij woonde er op een landgoed van 8 ha.
Hij was kolonel van de Burgerwacht in Dour (1830-1848) en provincieraadslid (1836-1848). Hij was ook lid van een vrijmetselaarsloge.
In 1848 werd hij verkozen tot liberaal volksvertegenwoordiger voor het arrondissement Bergen en vervulde dit mandaat tot in 1856.
Hij was ook eigenaar van bloemmolens in Dour.